# Cascate dello Yellowstone

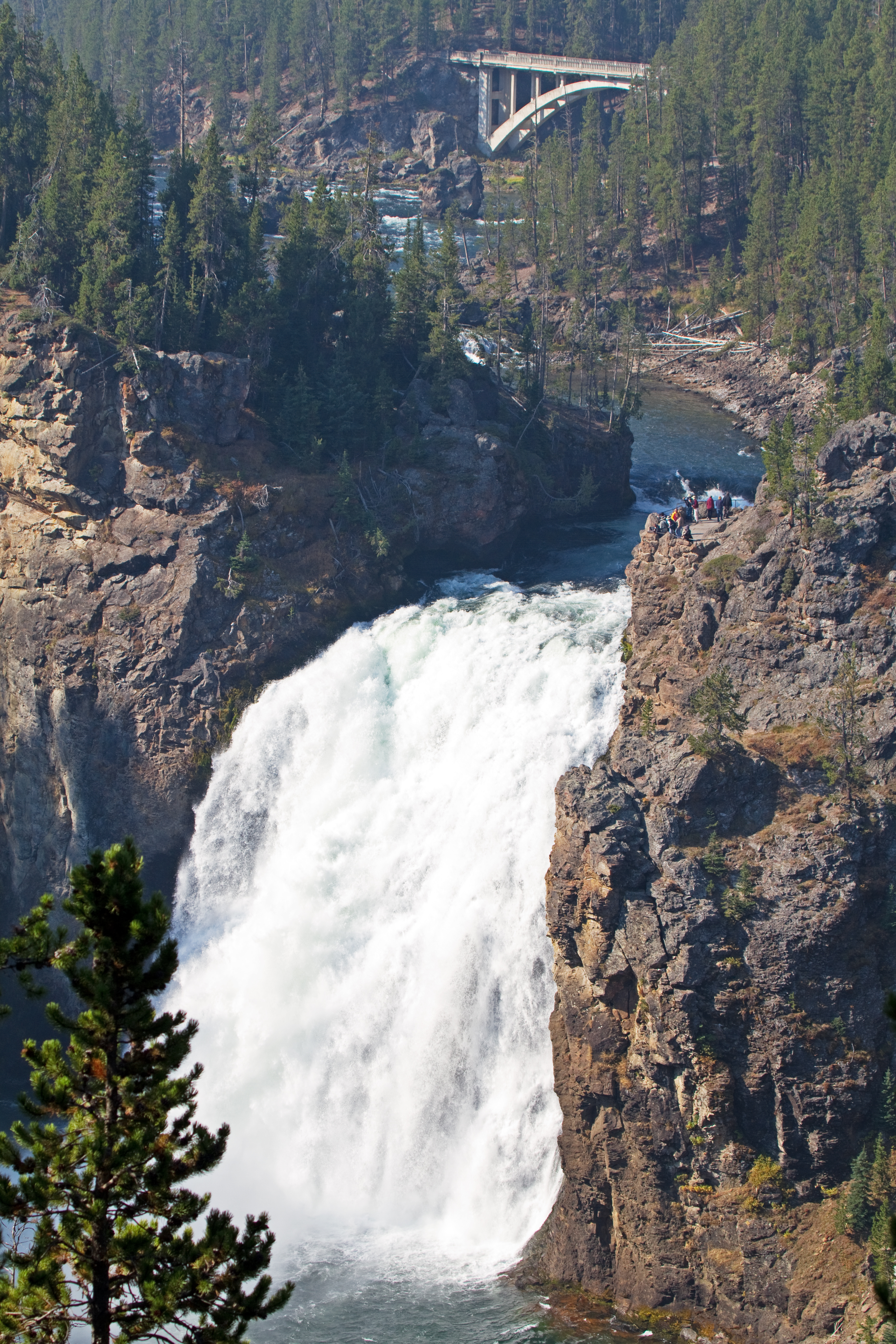
La cascata superiore sul fiume Yellowstone

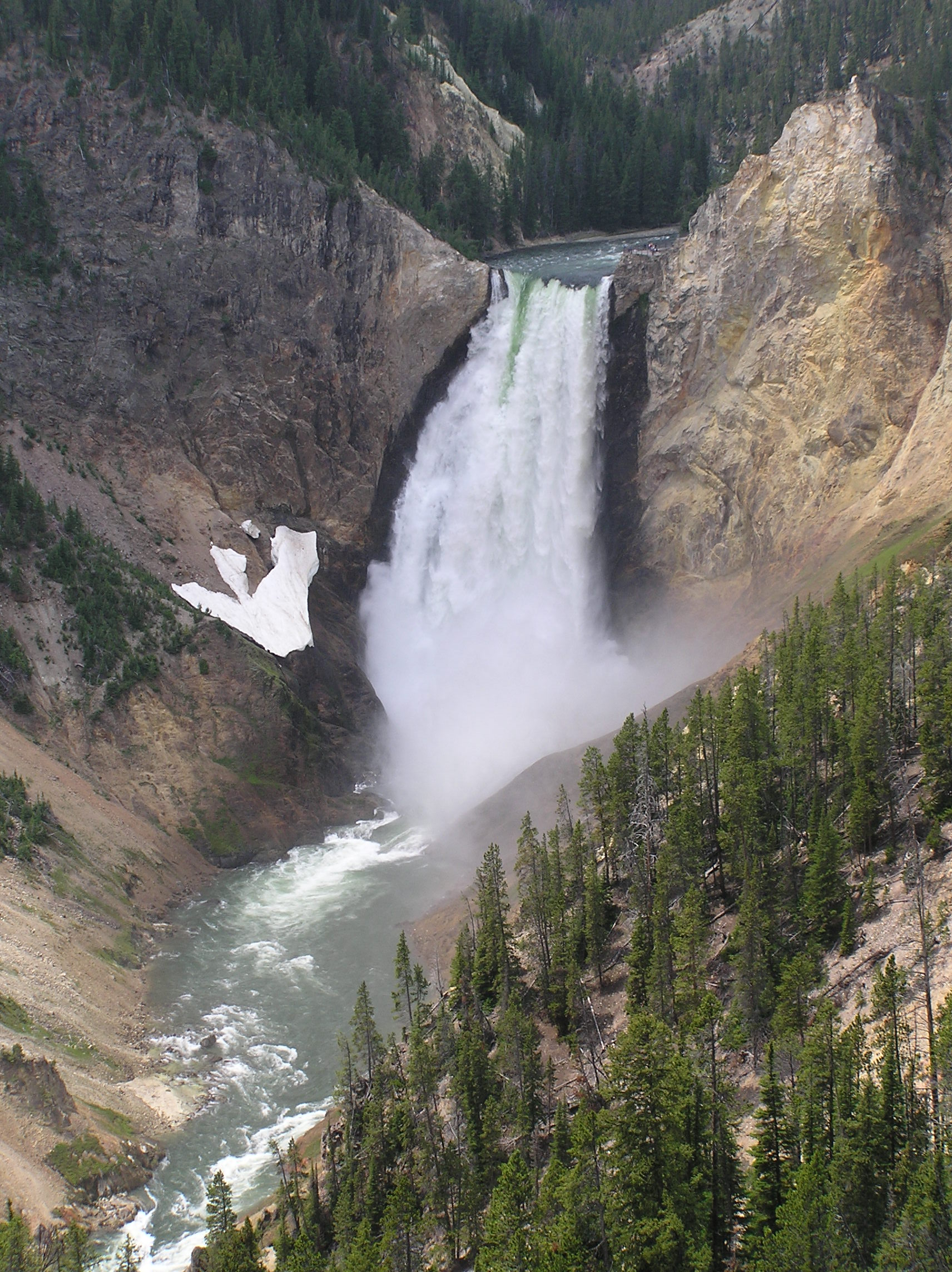
La cascata inferiore sul fiume Yellowstone

Le cascate dello Yellowstone sono costituite da due grandi salti d'acqua sul fiume Yellowstone, all'interno del Parco nazionale di Yellowstone, Wyoming, negli Stati Uniti. Mentre il fiume Yellowstone scorre verso nord dal lago Yellowstone, lascia la Hayden Valley e si tuffa prima nella cascata superiore e poi, circa 400 metri più avanti, nella cascata inferiore, e a quel punto entra nel Grand Canyon dello Yellowstone, che è profondo fino a circa 300 metri.

## Cascata superiore
La cascata superiore è alta circa 33 metri. Il suo orlo segna la giunzione tra una colata lavica di riolite dura e la lava vetrosa più debole che è stata più fortemente erosa.

## Cascata inferiore
Scendendo dal flusso di lava riolite di 590.000 anni fa, la cascata inferiore è la più grande delle Montagne Rocciose negli Stati Uniti. Cade da un'altezza di 94 metri, quasi il doppio delle cascate del Niagara. Il volume dell'acqua che scorre nella cascata inferiore può variare da 19 m3/s in autunno, a 240 m3/s al massimo del deflusso nella tarda primavera. La portata della cascata inferiore di Yellowstone è molto inferiore a quella delle cascate del Niagara, poiché il fiume Yellowstone è largo solo 21 metri nel punto della cascata inferiore, mentre il fiume Niagara è largo 790 metri quando si avvicina alla linea di cresta delle Horseshoe Falls (cascate a ferro di cavallo).

## Storia
È probabile che le tribù dei nativi americani sapessero delle cascate da secoli. Il capitano William Clark della spedizione Lewis e Clark prese nota, nel suo diario, di aver sentito parlare delle cascate, ma che non credette alla storia. Il primo europeo a vedere le cascate fu probabilmente il cacciatore di pellicce francese Baptise Ducharme che affermò di aver visto le cascate nel 1824, 1826 e 1839. Jim Bridger e il compagno esploratore James Gremmell affermarono di aver visitato le cascate nel 1846. Nel 1851, Bridger fornì al missionario padre Pierre-Jean De Smet una mappa che mostrava l'ubicazione delle cascate. La spedizione Cook–Folsom–Peterson, un gruppo privato di tre esploratori, diede il nome alle cascate nel 1869. Le prime immagini delle cascate furono disegnate dal soldato Charles Moore, un membro della scorta dell'esercito americano della spedizione Washburn-Langford-Doane che esplorò il fiume Yellowstone nell'agosto-settembre 1870. Durante la spedizione di Hayden del 1871, le cascate furono documentate con fotografie di William Henry Jackson e successivamente in alcuni dipinti di Thomas Moran. Nel gennaio 1887, Frank Jay Haynes scattò le prime fotografie invernali della cascata inferiore.
Nel corso degli anni le stime dell'altezza della cascata inferiore sono variate notevolmente. Nel 1851 Jim Bridger stimò la sua altezza a 75 metri. Uno scandaloso articolo di giornale del 1867 poneva la sua altezza a "diverse centinaia di metri". Una mappa del 1869 dava alla cascata il suo nome attuale di cascata inferiore per la prima volta e stimava l'altezza a 105 metri. Tuttavia, la mappa attuale elenca la cascata inferiore ad un'altezza di 94 metri.

## Vedere le cascate
Oggi ci sono numerosi punti panoramici per vedere le cascate. La strada ad anello del Canyon costeggia il lato ovest dello stesso con diverse aree di parcheggio per veicoli. Un sentiero conduce all'orlo della cascata inferiore, e un ripido sentiero di 600 metri, l'"Uncle Tom's Trail", scende da est lungo una serie di scale scavate nella scogliera.
L'area della cascata inferiore si trova appena a sud e ad est del Canyon Village nel Parco Nazionale di Yellowstone. Un giro in un senso unico che parte a sud dal Canyon Junction porta all'orlo del Grand Canyon di Yellowstone e offre quattro punti di vista, con la prima fermata al sentiero che conduce alla cima della cascata inferiore. Il viaggio a senso unico continua verso est e nord oltre gli altri punti panoramici, ricongiungendosi alla strada principale Grand Loop da est a Canyon Junction ancora una volta.

## Galleria d'immagini
- Video della cascata inferiore di Yellowstone, 2019

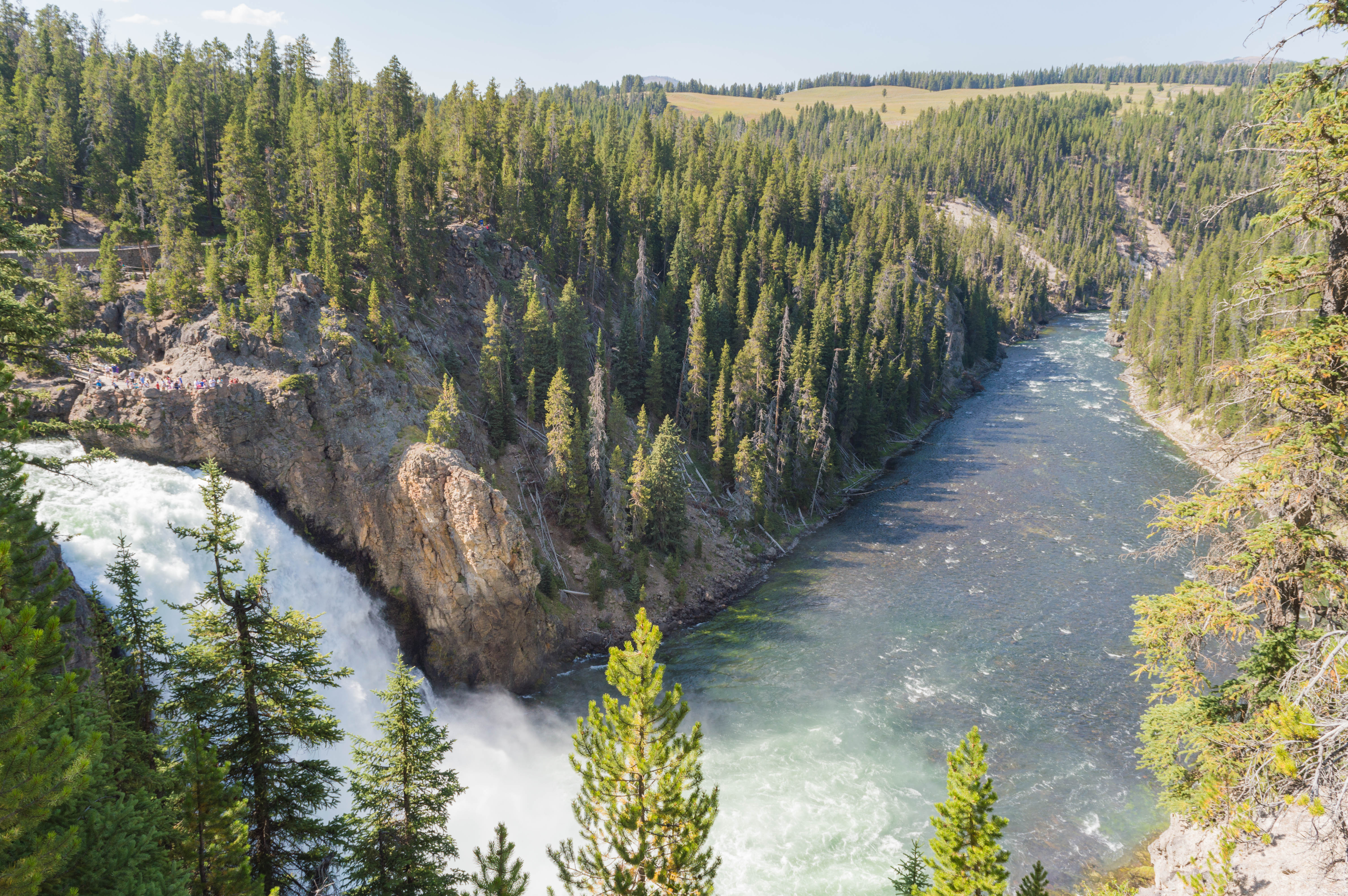
Cascata superiore e vista verso valle
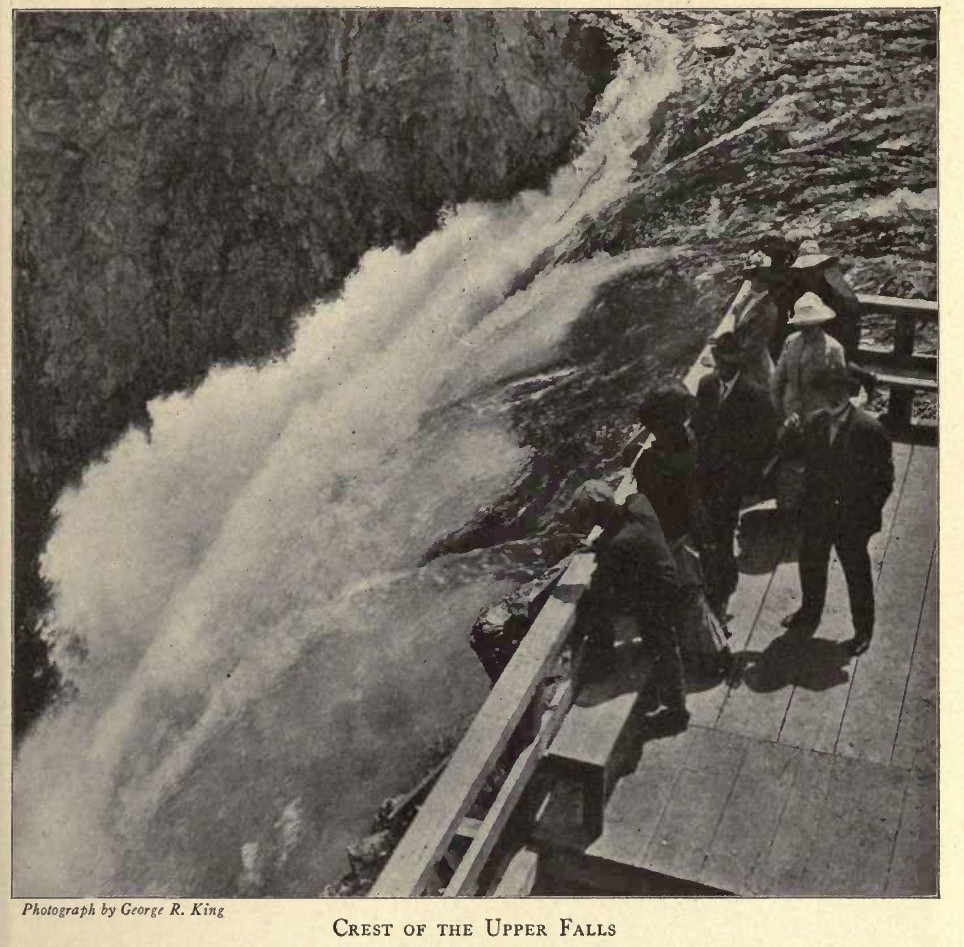
Orlo della cascata superiore, 1916
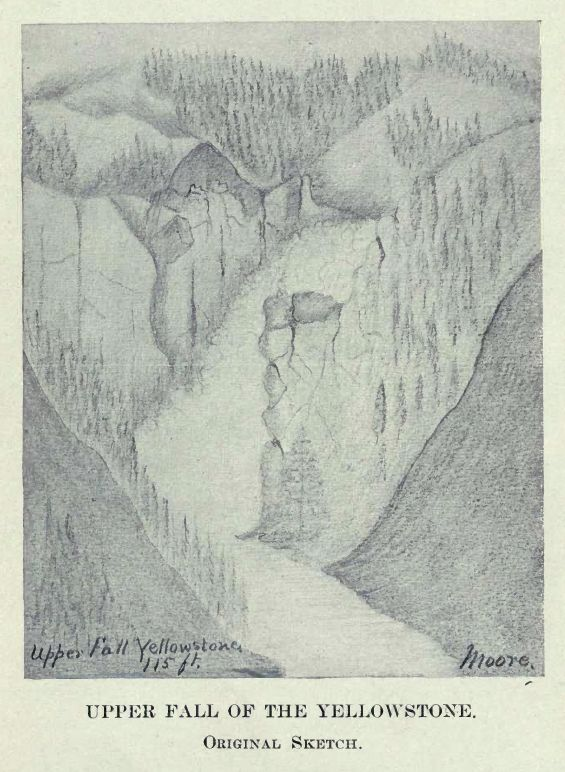
Cascata superiore in un disegno del soldato Moore, 1870
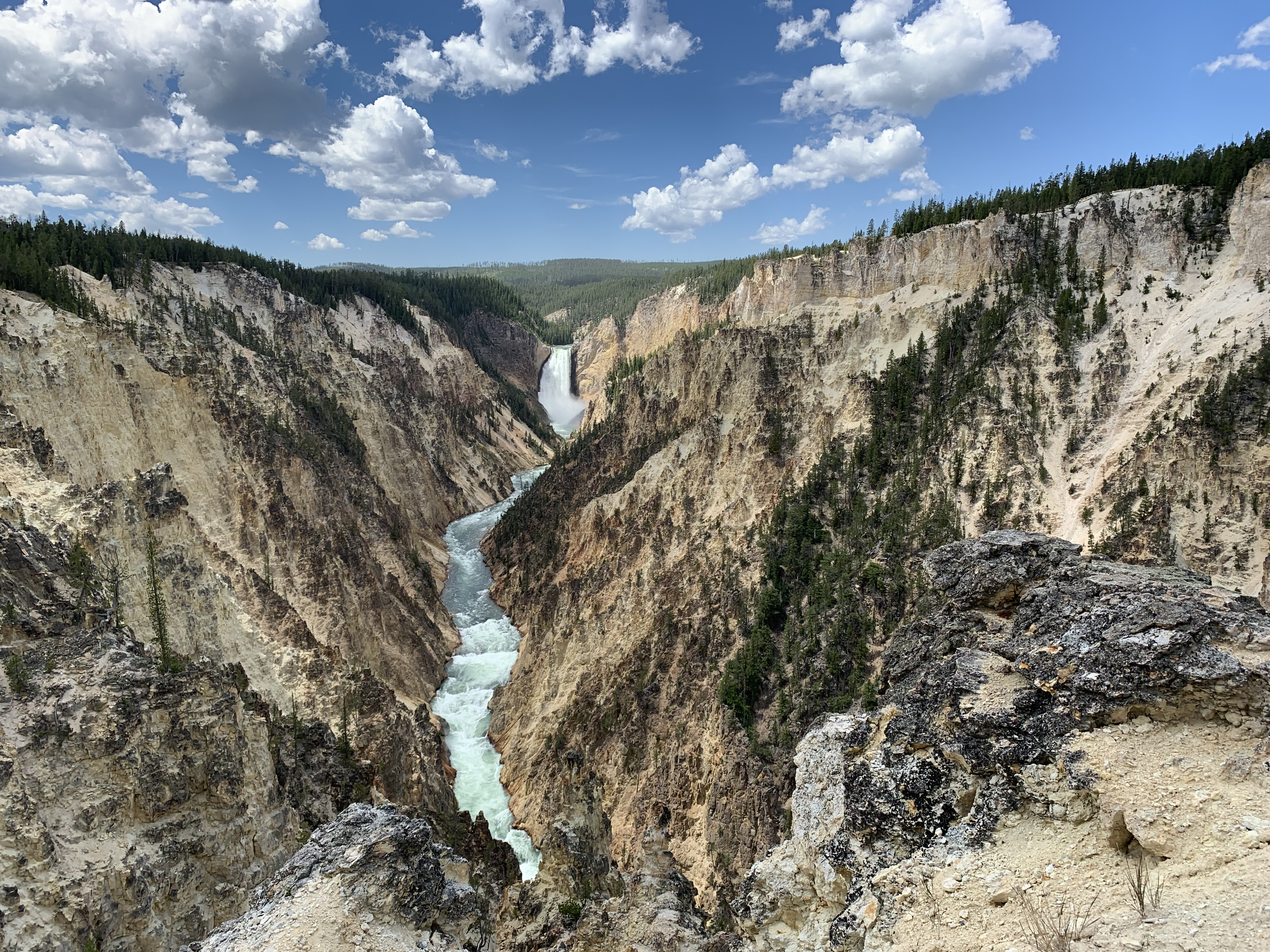
Cascata inferiore nel Grand Canyon dello Yellowstone vista da Artist Point
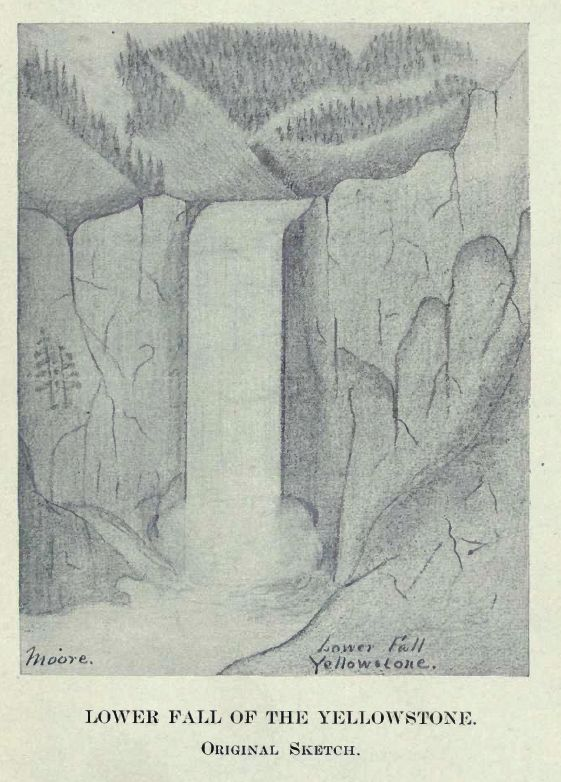
Cascata inferiore in un disegno del soldato Moore, 1870
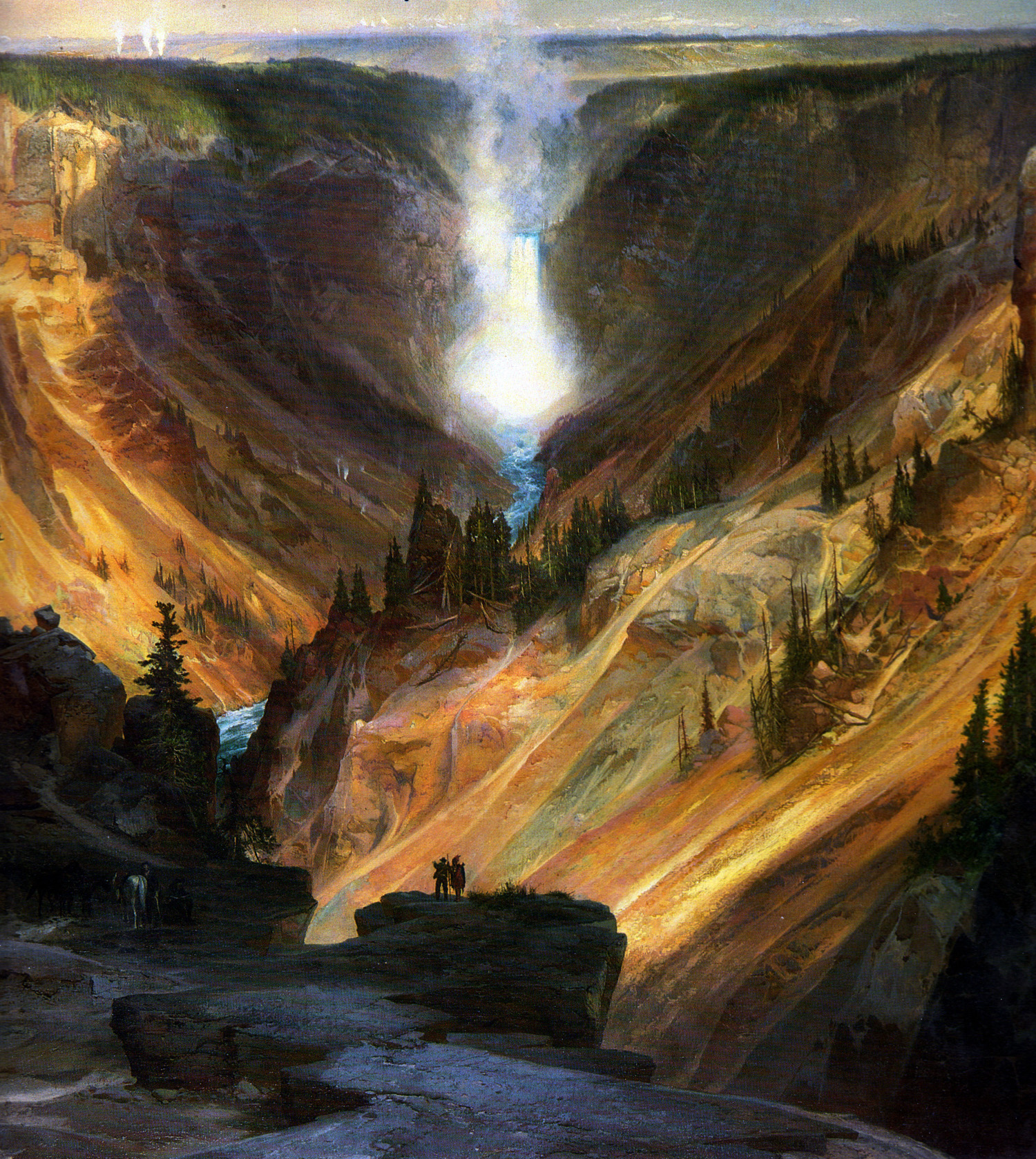
Cascata inferiore di Thomas Moran, 1871
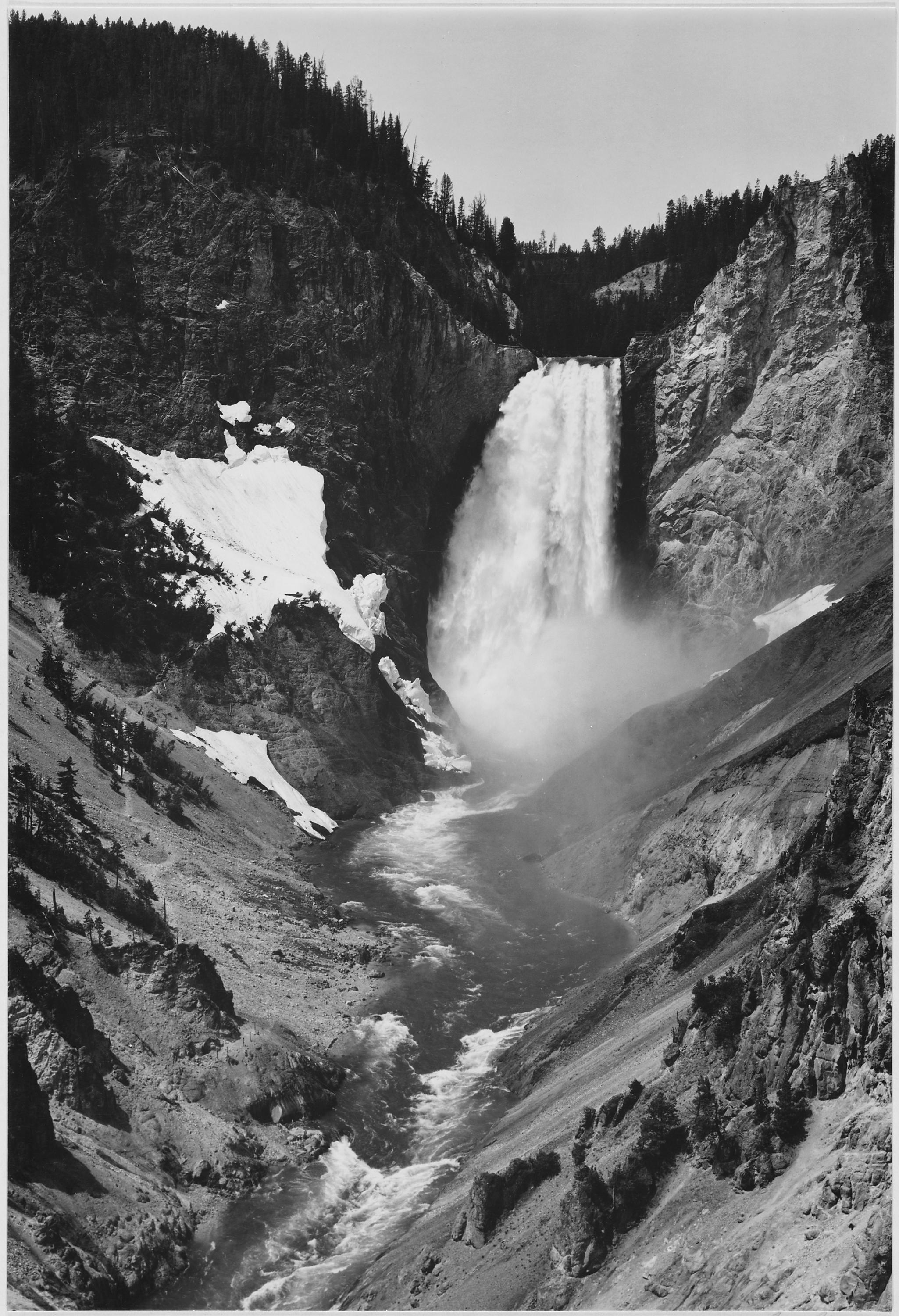
Cascata inferiore di Ansel Adams, 1941
- Video sull'orlo della cascata inferiore, 2010